# Pig
Pig és una pel·lícula dramàtica estatunidenca del 2021 escrita i dirigida per Michael Sarnoski (en el seu debut com a director), a partir d'una història de Vanessa Block i Sarnoski. La pel·lícula és protagonitzada per Nicolas Cage com un caçador de tòfones que viu sol al desert d'Oregon i ha de tornar al seu passat a Portland a la recerca de la seva estimada porqueta cercadora de tòfones després que l'hagi segrestada. També és protagonitzada per Alex Wolff i Adam Arkin.
El rodatge principal va començar el 23 de setembre de 2019 a Portland i va durar vint dies. Pig es va estrenar als cinemes als Estats Units el 16 de juliol de 2021 i va rebre elogis de la crítica, amb comentaris positius pel seu guió i l'actuació de Cage. Va guanyar l'Independent Spirit al millor primer guió i va fer que Cage obtingués una segona nominació al premi de la Crítica Cinematogràfica al millor actor.
El 14 de juliol de 2022 es va estrenar la versió subtitulada al català.

## Sinopsi
En Rob és un home solitari que viu en una cabanya mig atrotinada en un bosc. La seva única companyia –i el seu mitjà de vida– és la seva porqueta cercadora de tòfones. El contacte d'en Rob amb el món és l'Amir, qui li compra les tòfones per als restaurants de Portland.

## Repartiment
- Nicolas Cage com a Robin "Rob" Feld
- Alex Wolff com a Amir
- Adam Arkin com a Darius
- Nina Belforte com a Charlotte
- Gretchen Corbett com a Mac
- David Knell com el xef Derek Finway
- Beth Harper com a Donna
- Darius Pierce com a Edgar
- Cassandra Violet com a Lorelai "Lori" Fel